# Вольта, Алессандро
Алесса́ндро Джузе́ппе  Анто́нио Анаста́сио Во́льта (итал. Alessandro Giuseppe Antonio Anastasio Volta; 18 февраля 1745, Комо — 5 марта 1827, там же) — итальянский физик, химик и физиолог, один из основоположников учения об электричестве; граф (1810).
Член Лондонского королевского общества (1791), иностранный член Парижской академии наук (1803; корреспондент с 1782).

## Биография
Алессандро Вольта был четвёртым ребёнком в семье падре Филиппо Вольты и его тайной супруги Маддалены, дочери графа Джузеппе Инзаги. Маленького Сандрино родители сдали на руки кормилице, жившей в деревне Брунате, и «забыли» о нём на два с половиной года. Малыш, вольно росший на фоне природы, получился бойким, здоровым, но диковатым: рассказывали, что слово «мама» он произнес только к четырём годам, а нормально заговорил лишь лет в семь. Но был весёлым, добрым и чутким ребёнком. Большая перемена произошла в его жизни в 1752 году, когда, потеряв отца, он оказался в доме дяди Александра, соборного каноника.
За воспитание племянника дядя принялся всерьёз: много латыни, история, арифметика, правила поведения и т. д. Плоды воспитательных усилий сказались незамедлительно и были поразительными. Он восторженно воспринимал знания, становился всё общительнее и остроумнее, его всё больше интересовало искусство, особенно музыка. Ребёнок был очень впечатлителен. Десятилетнего Вольту потрясли известия о катастрофе в Лиссабоне, и он поклялся разгадать тайну землетрясений. Энергия переполняла Алессандро, и однажды это едва не привело к роковым последствиям. Когда ему было 12 лет, мальчик пытался разгадать «тайну золотого блеска» в ключе возле Монтеверди (как оказалось потом, блестели кусочки слюды) и упал в воду. Поблизости не оказалось никого, кто бы мог его вытащить. К счастью, один из крестьян сумел спустить воду, и ребёнка откачали. «Родился дважды», — говорили о нём.
Дядя, который делался ему всё ближе, видя жадный интерес способного юноши к наукам, старался снабжать его книгами. По мере их выхода, в доме появлялись и изучались тома Энциклопедии. Но Алессандро охотно учился работать руками: навещая мужа своей кормилицы, он перенимал у него пригодившееся впоследствии искусство изготовления термометров и барометров. В ноябре 1757 года Алессандро отдают в класс философии коллегии ордена иезуитов в городе Комо. Но уже в 1761 году дядя, поняв, что мальчику предлагают стать монахом в ордене, забирает его из коллегии.
В эти годы произошли события, сыгравшие в жизни Вольты заметную роль. В 1758, как и было предсказано, вновь появилась комета Галлея. Это не могло не поразить пытливого юношу, мысли которого обратились к трудам великого Ньютона. Вообще юноша всё более отчётливо осознавал, что его призвание — не гуманитарная область, а естественные науки. Он увлекается идеей об объяснении электрических явлений, ньютоновской теорией тяготения, даже посылает знаменитому парижскому академику Ж. А. Нолле свою поэму вместе с рассуждениями о различных электрических явлениях. Но одних рассуждений ему мало. Узнав о работах Бенджамина Франклина, Вольта в 1768 году, поразив жителей Комо, устанавливает первый в городе громоотвод, колокольчики которого звенели в грозовую погоду.
То время вообще было отмечено бурным всплеском интереса общества к электрическим явлениям. Демонстрации электрических опытов, особенно после изобретения лейденской банки, проводились даже за плату. Некто Бозе высказал даже желание быть убитым электричеством, если об этом потом напишут в изданиях Парижской академии наук. Если это можно отнести к разряду курьёзов, то были и действительно трагические эпизоды. В Санкт-Петербурге в 1753 году академик Рихман погиб от удара молнии во время опыта.
Алессандро Вольте суждено было сыграть существенную роль в изучении электричества. После установки громоотвода в городке Комо в 1768 году он написал диссертацию об электрических опытах с лейденскими банками.. Более существенные открытия он совершит в недалёком будущем. Юный Вольта последовал идеям Галилео Галилея, Исаака Ньютона, Дидро и Вольтера, и точное предсказание Эдмондом Галлеем времени появления на небосклоне очередной кометы окончательно обратило Алессандро к физике.
В 1774—1779 годах преподавал физику в гимназии в Комо, в 1779 стал профессором университета в Павии. С 1815 года — директор философского факультета в Павии. 
В 1794 году получил высшую награду Лондонского королевского общества — медаль Копли. Научная деятельность Вольты завоевала высокую оценку Наполеона, пригласившего его в Институт Франции представить своё изобретение. В 1809 году он получил от Наполеона титул сенатора, в 1810 — графа. А однажды Наполеон, увидев в библиотеке академии лавровый венок с надписью «Великому Вольтеру», стер последние буквы таким образом, что получилось: «Великому Вольте»…

## Научные достижения

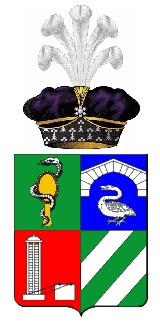
Дарованный Наполеоном герб

В 1792—1794 годах, экспериментируя с «животным электричеством», открытым Луиджи Гальвани, Вольта пришёл к выводу, что эти явления связаны с наличием замкнутой цепи из двух разнородных металлов и жидкости. Он впервые поместил пластины из цинка и меди в кислоту, чтобы получить непрерывный электрический ток, создав первый в мире химический источник тока («Во́льтов столб», 1800 год). Этот первый гальванический элемент стал прародителем современных батарей. Вольта также известен изобретением ряда других электрических приборов (электрофор, электрометр, конденсатор, электроскоп). Доказал контактную разность потенциалов между разными металлами.
Из важных открытий в химической сфере Вольта примечателен тем, что в 1776 году он обнаружил и исследовал горючий газ — метан. Посредством своих физиологических опытов Вольта наблюдал у животных большую электрическую возбудимость нервов сравнительно с мышцами, а также обнаружил электрическую раздражимость органов зрения и вкуса у человека (1792—1795).
Именем Вольты названа единица измерения электрического напряжения — вольт.

## Память

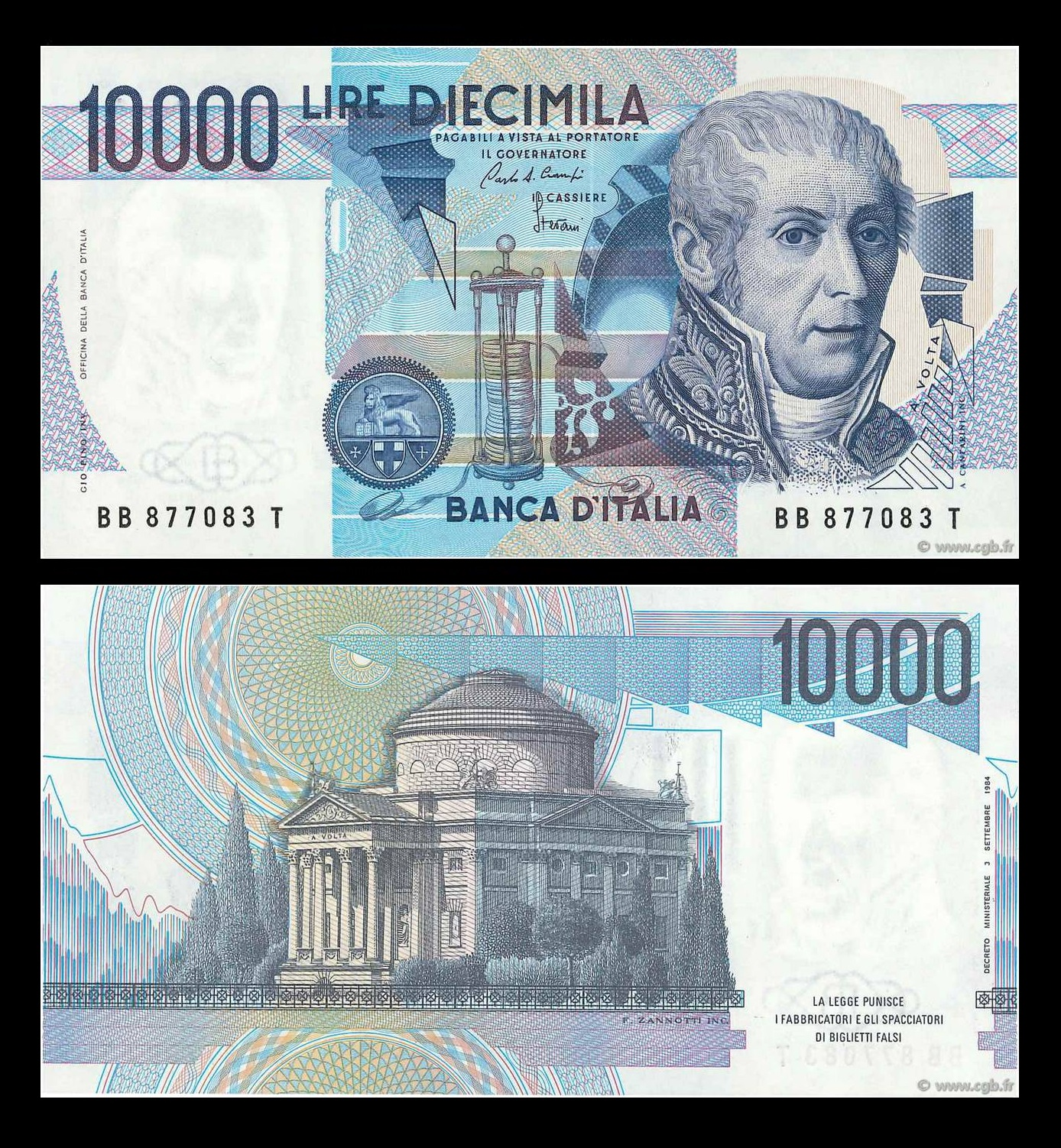
10000 итальянских лир

В честь Алессандро Вольты в 1964 г. назван кратер на видимой стороне Луны.
На итальянской купюре в 10 000 лир размещен портрет Вольты и рисунок вольтова столба.
В Париже есть улица, названная его именем.

## Сочинения
- (1800) «Об электричестве, возбуждаемом простым соприкосновением различных проводящих веществ».